# 八塊 (大字)
八塊，原稱八塊厝，是臺灣桃園市八德區的一個傳統地域名稱，也是全區行政中心所在地，位於該區南部。相較於今日行政區，其範圍大致包括大昌里西南部狹長地帶、瑞興里不含北側凸出部分的西北半部、瑞泰里、瑞發里、瑞祥里北半部、瑞德里、瑞豐里、興仁里、福興里。

## 歷史
台灣清治末期至日治初期，八塊地區為一街庄，稱為「八塊厝庄」，隸屬於桃澗堡。該庄西北與下庄仔庄為鄰，東北與大湳庄為鄰，東南與缺仔庄為鄰，南邊及西南邊為埔頂庄，西邊為霄裡庄。
1901年（日治明治三十四年）11月，全台廢縣廳改設二十廳，該庄隸屬於桃仔園廳。1903年（明治三十六年），改名桃園廳。1909年（明治四十二年）10月，合併二十廳為十二廳，該庄隸屬不變。1920年（大正九年），廢十二廳改設五州二廳，該庄改制並簡化為「八塊」大字，隸屬於新竹州桃園郡八塊庄。
戰後八塊庄改制並改名為八德鄉，隸屬於新竹縣，大字亦改制為村。1950年桃、竹、苗分治，八德鄉改隸屬於桃園縣。1995年1月，八德鄉因人口達15萬而改制為八德市，村改制為里。2014年12月，桃園縣升格為直轄桃園市，八德市降編改制為八德區。

## 聚落
本地區發展較早的聚落有土地後、八塊厝（八德）、面前厝、更藔腳、庄肚等，在日治期初期的官方地圖上已有記載。此外，本地區尚有連城、崙仔、溝後、大庄、田心仔等聚落。

## 交通
省道台4線（介壽路二段）是竹圍到石門的幹道，大致以縱向經過八塊地區東部。由該道路向北可前往桃園、南崁、竹圍並止於省道台15線路口；向南可前往大溪、龍潭大坪並止於省道台3乙線路口。
市道114號（長興路、中正路、興豐路）是新屋永安漁港至板橋光復橋的道路，大致以西北西—東南東走向轉北北東—南南西走向再轉西南西—東北東走向再轉西南—東北走向經過本地區中部偏南地帶。由該道路向西北西可前往中壢、新屋、永安漁港等地，向東北可前往鶯歌、板橋等地。
區道桃51線（廣興路、中正路）是中福至八德的道路，其南側端點位於本地區中部偏西南的八德聚落市道114號路口。由此向北北東轉東再轉北蜿蜒而行，出境後可前往城仔、茄苳溪、崁子腳、福興並止於區道桃49線路口。
區道桃53線（建國路、中正路、中山路）是埔子至埔頂的道路，大致以北北東—南南西走向轉縱向再轉北北東—南南西走向再轉縱向再轉北北東—南南西走向經過本地區中部。由該道路向北北東至廣福路轉西再轉北北西可前往中路、埔子並止於中埔國小前的市道110號路口，向南南西可前往大溪埔頂並止於省道台3線路口。
區道桃54線（介壽路二段1233巷、瑞德街）是更寮腳至中興國小的道路，其西側端點位於本地區東南部更寮腳的省道台4線路口。由此向東轉南再轉東再轉東南出境後，轉東再轉東南經數個彎道下坡後，可前往中興國小並止於區道桃60線路口。

## 學校
- 八德國中
- 八德國小
- 瑞豐國小

## 旅遊

### 文化資產
- 八德呂宅著存堂（市定古蹟，建德路135號，1919年）
- 八德林奇珍古墓（歷史建築，建興街92巷內，1919年）
- 八德呂達川祠堂（歷史建築，廣興五街25號，1922年）
- 八德三元宮（歷史建築，中山路1號，1925年）
- 八德敦德堂（歷史建築，建國路270號，1935年）
- 八德餘慶堂（建興街180號，1936年）
- 八德廣福宮（歷史建築，興豐段2646號，1979年）